# Crescenzo Buongiorno
Crescenzo Buongiorno (n. 9 august 1864, Bonito, Italia – d. 7 noiembrie 1903, Dresda, Germania) a fost un compozitor italian al perioadei de glorie a teatrului liric italian.

## Biografie timpurie
Crescenzo Buongiorno s-a născut în localitatea Bonito (Avellino) la 9 august 1864 ca fiu al Gaetanei Marenghi și a lui Ambrogio Buongiorno. 

## Opere
- “La Pia dei Tolomei”, 1887
- “La Fenice”
- Il cuore della fanciulla -- "Das Mädchenherz" (operă lirică în patru acte, libret în italiană, Luigi Illica, compozitor Crescenzo Buongiorno
- "Etelka", 1894, (operă lirică în două acte, libret în italiană, E. Golisciani; compozitor Crescenzo Buongiorno)
- "Das Erntefest," 1896
- " Michelangelo și Rolla " "Michelangelo und Rolla," 1902 (operă lirică într-un act după drama lui C. Lafont, prelucrare de Ferdinando Stiatti; libretul în germană, Ludwig Hartmann; muzica Crescenzo Buongiorno; prima publicare în 1902, în Leipzig, de către J. Schuberth & Co. (Felix Siegel), Leipzig)